# David Di Tommaso
David Di Tommaso (Échirolles, 6 ottobre 1979 – De Meern, 29 novembre 2005) è stato un calciatore francese, di ruolo difensore.

## Carriera
Iniziò la sua carriera professionistica nel Monaco, squadra con la quale vinse la Ligue 1 nel 2000. Nel frattempo venne convocato nella Nazionale Under-21 francese. Nel 2001 venne acquistato dal Sedan, passando poi nel 2004 all'Utrecht, nei Paesi Bassi.
Il primo anno "olandese" di Di Tommaso fu, nonostante l'ultimo posto nel girone della Coppa Uefa (contro Fc Dnipro, Club Brugge, Rapid Vienna e Real Saragozza) e la mediocre prestazione complessiva dell'Utrecht in Eredivisie (undicesimo, alla fine dell'anno), molto soddisfacente, potendo contare 31 presenze ed essendo diventato uno dei pilastri della difesa dei Domstedelingen ed un idolo dei tifosi della squadra, i quali lo premiarono come miglior giocatore dell'anno.
Il suo ultimo match si svolse il 27 novembre contro l'Ajax (vinto per 1-0). Ventiquattro ore dopo, Di Tommaso ebbe un arresto cardiaco e poche ore dopo morì nella sua casa di De Meern, Paesi Bassi.
Nel 2006 il premio del calciatore dell'anno venne intitolato "Trofeo Di Tommaso", per onorare la sua scomparsa. La sua ultima squadra, l'Utrecht, ha ritirato la maglia numero 4 in suo onore.

## Palmarès
- Campionato francese: 1

Monaco: 1999-2000
- Supercoppa dei Paesi Bassi: 1

Utrecht: 2004